# Štefan Cek
Štefan Cek, slovenski rimskokatoliški duhovnik, * 30. januar 1913, Hrušica, Ilirska Bistrica, † 22. januar 1985, Izola.

## Življenje in delo
Rodil se je v družini gostilničarja in posestnika Štefana in gostilničarke Ane Cek, rojene Nedoh. Srednjo šolo je končal v goriškem malem semenišču. V Gorici je končal tudi bogoslovje. Posvečen je bil 23. marca 1937. Po posvečenju je bil dušni pastir v hrvaški Istri, kjer je ostal 28 let. Vmes je bil od 1947 zaradi lažnih obtožb 6 let zaprt v Stari Gradiški. Leta 1965 se je vrnil v Slovenijo, bil 12 let župnik v Šmarju pri Kopru, nato pa do smrti v Dekanih. Umrl je v bolnišnici v Izoli. Že kot bogoslovca ga je fašistična policija označila kot človeka »izrazitih slovanskih čustev in nasprotnika našega režima«. Cek je bil globok, izobražen, odločen in premočrten duhovnik, zahteven do sebe in drugih. Svojo službo je povsod opravljal vestno, požrtvovalno in temeljito. V različnih oblikah je vsepovsod stregel ljudem ne glede na jezik, narodnost, kulturo, izobrazbo in religijo.